# Miglieglia
Miglieglia es una comuna suiza del cantón del Tesino, situada en el distrito de Lugano, círculo de Breno. Limita al norte con la comuna de Alto Malcantone, al sureste con Aranno, al sur con Novaggio, y al noroeste con Dumenza (IT-VA) y Curiglia con Monteviasco (IT-VA).